# Joe Morello

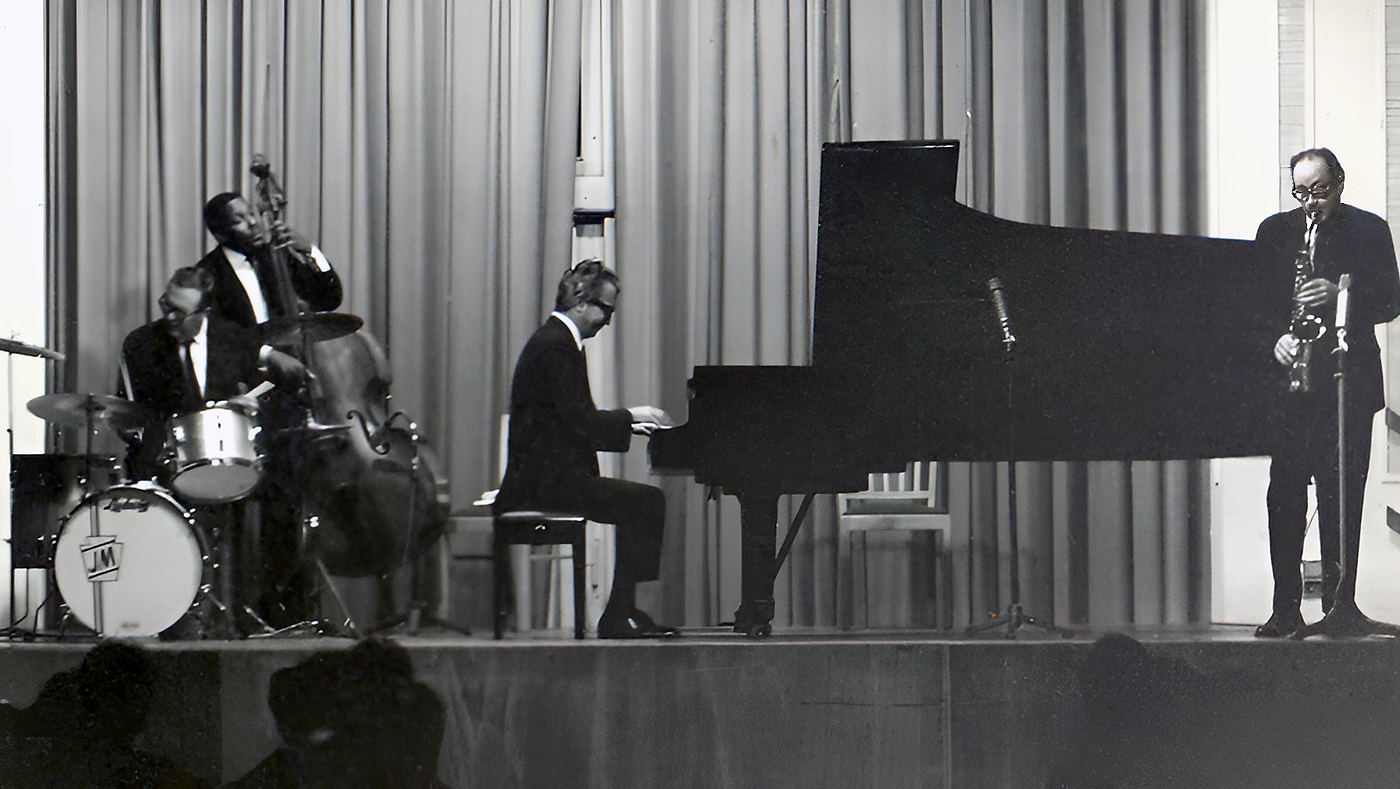
Auf der Abschiedstournee mit dem „Dave Brubeck Quartett“, 1967

Joseph Albert „Joe“ Morello (* 17. Juli 1928 in Springfield, Massachusetts; † 12. März 2011 in Irvington, New Jersey) war ein US-amerikanischer Jazz-Schlagzeuger. International bekannt wurde er vor allem als Schlagzeuger des Dave Brubeck Quartetts. Im Laufe seines Lebens erhielt er zahlreiche Auszeichnungen, unter anderem wurde er vom Magazin Down Beat fünf Jahre in Folge zum besten Schlagzeuger gekürt.

## Leben und Wirken
Der von Geburt an sehbehinderte Morello lernte zunächst mit sechs Jahren das Spiel auf der Violine, mit der er es mit neun Jahren zu einem Solo-Auftritt in Mendelssohns Violinkonzert mit dem Boston Symphony Orchestra brachte. Mit 15 Jahren wechselte er zum Schlagzeug, das er bei George Lawrence Stone (der von den neuen Techniken seines Schülers so beeindruckt war, dass er ihm das nächste Lehrbuch widmete) und Billy Gladstone von der Radio City Music Hall lernte. Morello wurde nach Zusammenarbeit mit der Glen Gray Band (1950), dem Gitarristen Johnny Smith (1952) und der Stan Kenton Band (1952) reguläres Bandmitglied des Marian McPartland Trios (1953–1956). Von 1957 bis 1967 bildete er gemeinsam mit Dave Brubeck (Klavier), Paul Desmond (Altsaxophon) und Gene Wright (Bass) die wohl berühmteste Formation des Dave Brubeck Quartett. Brubeck ließ ihm Raum für ausgedehnte Soli. Gute Beispiele hierfür sind Castilian Drums, Take Five, Far More Drums, Watussi Drums und Unsquare Dance. Die Aufnahmen des berühmten Konzerts vom 22. Februar 1963 in der Carnegie Hall bieten in Castilian Drums ein besonders ausgedehntes Morello-Solo.
Nach der Trennung von Brubeck veröffentlichte Morello auch Platten mit seinem Joe Morello Quartet, dem außer ihm Greg Kogan (Piano), Ralph LaLama (Saxophon und Flöte) und Gary Mazzaroppi (Bass) angehörten: Going Places (dmp records 1993) und Morello Standard Time (dmp records 1994). Morello interpretierte alte Jazzstandards (Sweet Georgia Brown, Take Five), griff aber auch neuere Filmmusik (Mission Impossible) auf. Neben seiner Tätigkeit als Musiker wirkte Morello auch als Schlagzeuglehrer.
Morello verstarb im Jahr 2011 im Alter von 82 Jahren in Irvington, New Jersey.

„Er trommelte alles mit beneidenswerter Kunst- und Fingerfertigkeit, doch seinen Platz in der Jazzgeschichte verschaffte ihm eine Spezialität: Die ungeraden Takte, die vor Morello und Brubeck im Jazz eine Rarität waren.“